# Expedición Tierra de Crocker

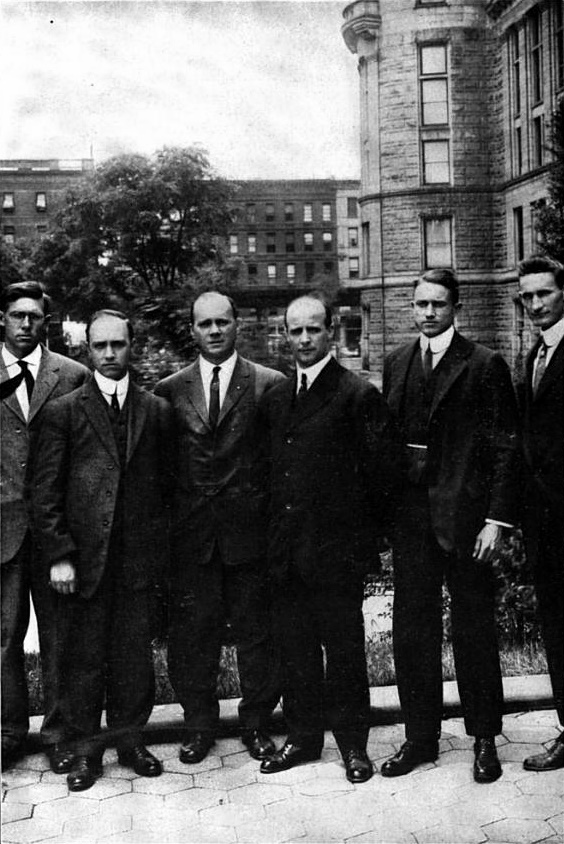
Los miembros de la expedición.

La expedición Tierra de Crocker (en inglés, Crocker Land Expedition) fue una desafortunada expedición estadounidense de 1913-1917 para investigar la existencia de la Tierra de Crocker, una supuesta gran isla avistada en 1906 por el explorador estadounidense Robert Peary desde la parte superior del cabo Thomas Hubbard, el extremo septentrional de la isla Axel Heiberg. Más tarde se demostró que la isla no existía y que Peary probablemente sufrió un espejismo conocido como efecto Fata Morgana. La expedición fue un cierto fracaso, al no hacer ningún descubrimiento geográfico de importancia. Como quedaron atrapados en el hielo durante cuatro años, se hicieron muchas investigaciones importantes y un número considerable de fotografías y también recogieron objetos que documentaban la vida de los pueblos indígenas y los hábitats naturales de la región. 

## Historia

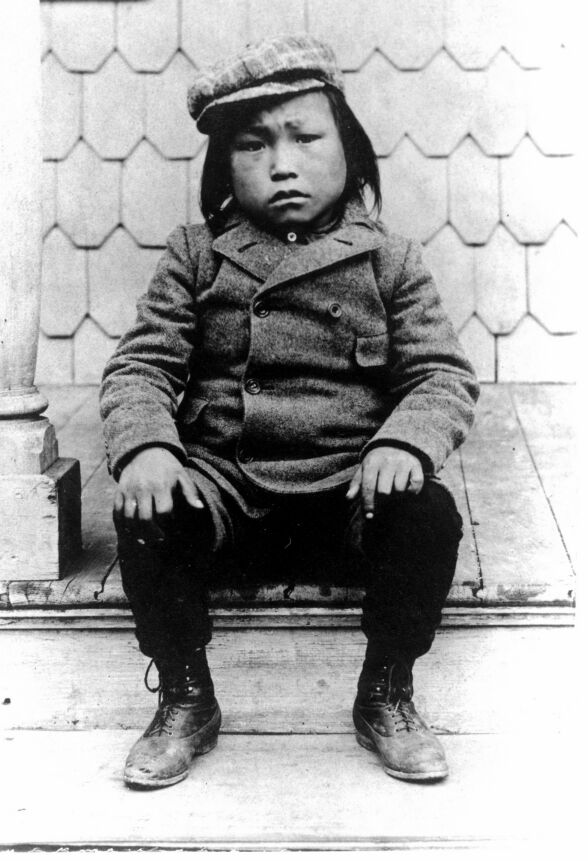
Minik Wallace (de niño, en Nueva York, 1897)

Después de su expedición de 1906 que no pudo alcanzar el Polo Norte, Robert Peary informó en su libro que había avistado tierras lejanas desde las alturas de la costa noroeste de Isla Ellesmere. La llamó  Tierra de (Crocker Land), en honor al banquero de San Francisco George Crocker, uno de sus patrocinadores financieros. Ahora se sabe que la afirmación de Peary era fraudulenta, como escribió en su diario en ese momento. que no había tierra visible. La invención de Crocker Land fue aparentemente un intento de obtener más apoyo de Crocker para la expedición de Peary en 1909. Si es así, el intento fracasó, ya que Crocker había desviado todos sus recursos disponibles para la reconstrucción de San Francisco después del terremoto de 1906.
La existencia o no existencia de la Tierra de Crocker se volvió importante luego de los controvertidos eventos del otoño de 1909, cuando tanto Peary como Frederick Cook regresaron a la civilización, afirmando haber llegado al Polo Norte. Dado que Cook afirmó haber atravesado la región de la supuesta Tierra deCrocker y que no encontró tal tierra, su existencia sería una prueba de la falsedad de la afirmación de Cook. Por lo tanto, los partidarios de la afirmación de Peary se propusieron encontrarla.
La expedición fue organizada por Donald Baxter MacMillan (1874-1970) —explorador,marino, investigador y conferenciante que hará unas 30 expediciones al Ártico durante sus 46 años de carrera— y patrocinada por el Museo Americano de Historia Natural, la Sociedad Geográfica Estadounidense (American Geographical Society) y el Museo de Historia Natural de la Universidad de Illinois. El geólogo, ornitólogo y botánico era Walter Elmer Ekblaw, de la Universidad de Illinois; el enseña de la Marina Fitzhugh Green sirvió como ingeniero y físico; Maurice Cole Tanquary, también de la Universidad de Illinois, era el zoólogo; y el doctor Harrison J. Hunt, el cirujano. Minik Wallace (1890-1918), el famoso inuit llevado a los Estados Unidos en 1897 cuando era un niño por Robert Peary, era el guía y traductor de la expedición.
Además de confirmar y cartografíar la posición de la Tierra de Crocker, el objetivo declarado de la expedición era realizar investigaciones de «geología, geografía, glaciología, meteorología, magnetismo terrestre, fenómenos eléctricos, sismología, zoología (tanto vertebrados como invertebrados), botánica, oceanografía, etnología y arqueología».
En los periódicos de la época, MacMillan describió la Tierra de Crocker como el «último problema geográfico del mundo». [«the world’s last geographical problem»]

En junio de 1906, el comandante Peary, desde la cumbre del cabo Thomas Hubbard, en la latitud 83°N, longitud 100°O, informó de que había visto tierra brillando en el noroeste, aproximadamente a 130 millas (210 km) al otro lado del mar Polar. El no fue allí, pero le dio nombre en honor del difunto George Crocker, del Club Ártico Peary. Era la Tierra de Crocker. Sus límites y extensión sólo se puede adivinar, pero estoy seguro de que animales extraños se encuentran allí y esperó descubrir una nueva raza de hombres.
In June 1906, Commander Peary, from the summit of Cape Thomas Hubbard, at about latitude 83 degrees N, longitude 100 degrees W, reported seeing land glimmering in the northwest, approximately 130 milles away across the Polar Sea. He did not go there, but he gave it a name in honor of the late George Crocker of the Peary Arctic Club. That is Crocker Land. Its boundaries and extent can only be guessed at, but I am certain that strange animals will be found there, and I hope to discover a new race of men.
MacMillan

## La expedición

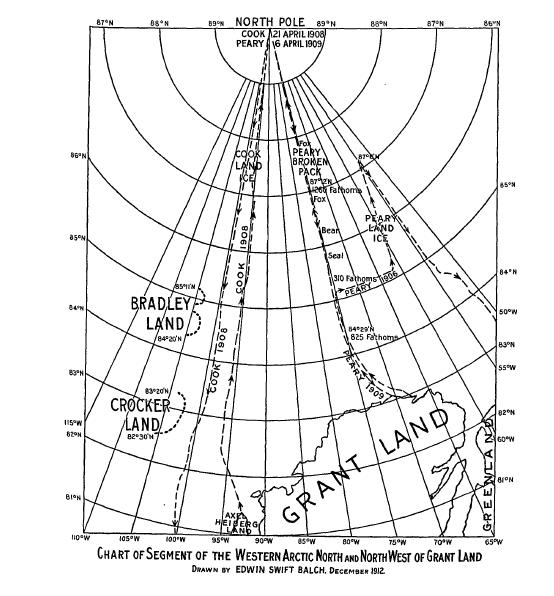
Presuntas ubicaciones de la Tierra de Crocker (avistada por Robert Peary) y la Tierra de Bradley (vista por Frederick Cook.

La expedición partió de Brooklyn Navy Yard a bordo del vapor Diana el 2 de julio de 1913. Dos semanas más tarde, en la medianoche del 16 de julio, el Diana golpeó las rocas, tratando de evitar un iceberg. MacMillan lo atribuyó al capitán, que estaba borracho en ese momento. La expedición cambió a otro buque, el Erik, y finalmente llegó a Etah, en el noroeste de Groenlandia, en la segunda semana de agosto. 
Las siguientes tres semanas las dedicaron a la construcción de una gran sala de ocho habitaciones, con capacidad de generación de electricidad, que iba a servir como la sede local de la expedición. Se intentó también crear una sala de radio, pero no tuvieron éxito y la expedición no fue capaz de establecer comunicaciones de radio fiables con el mundo exterior. 
Después de haber hecho una serie de viajes preliminares para colocar depósitos de abastecimiento a lo largo de la ruta, MacMillan, Green, Ekblaw y siete inuit finalmente salieron en el viaje de 1200 millas (1 900 km) hacia la Tierra de Crocker, el 11 de marzo de 1914. La temperatura era de –32 ºC y las condiciones meteorológicas eran muy malas. 
Finalmente, el grupo llegó a la cima del glaciar Beitstadt (1400 m), que tardaron tres días en subir. La temperatura bajó drásticamente y Ekblaw sufrió congelaciones graves. Fue evacuado de nuevo a Etah por algunos de los inuit. 
Uno a uno, los otros miembros de la partida se dieron por vencidos y se volvieron. El 11 de abril, en la orilla del océano Ártico, sólo MacMillan, Green y dos de los inuits, Piugaattoq y Ittukusuk, seguían. Los cuatro trineos de perros salieron a cruzar el mar traicionero de hielo, evitando los témpanos delgados y las extensiones de aguas abiertas, y, finalmente, el 21 de abril vieron lo que parecía ser una gran isla en el horizonte al noroeste. Como MacMillan dijo más tarde, «Montes, valles, montañas cubiertas de nieve se extienden a través de al menos ciento veinte grados del horizonte». [«Hills, valleys, snow-capped peaks extending through at least one hundred and twenty degrees of the horizon».]
Piugaattoq, un cazador inuit con 20 años de experiencia en la zona, les explicó que era sólo una ilusión, que llamó «poo-jok» (que significa niebla). MacMillan sin embargo insistió en continuar adelante, a pesar de que ya era tarde en la temporada y que el hielo marino se estaba desmoronando. Durante cinco días fueron tras el espejismo, hasta el 27 de abril, en que después de haber cubierto cerca de 200 km del peligroso mar de hielo, MacMillan se vio obligado a admitir que Piugaattoq tenía razón. La Tierra de Crocker era en realidad un espejismo, probablemente una forma rara llamada Fata Morgana. MacMillan escribió más tarde: 

El día era excepcionalmente claro, sin rastro de nubes o niebla; si la tierra podía ser vista, ahora era el momento. ¡Sí, ahí estaba! Incluso podía ser vista sin prismáticos, extendiéndose ciertamente de suroeste a noreste. Nuestras prismáticos de gran alcance, sin embargo... manifestaban más claramente el fondo oscuro en contraste con el blanco, el conjunto asemejando colinas, valles y picos nevados, de tal forma que si no hubiéramos estado  en un mar helado de 150 kilómetros, apostariamos nuestras vidas sobre su realidad. Nuestro juicio, entonces como ahora, es que se trataba de un espejismo o telar de hielo marino.
The day was exceptionally clear, not a cloud or trace of mist; if land could be seen, now was our time . Yes, there it was! It could even be seen without a glass, extending from southwest true to northeast. Our powerful glasses, however.. brought out more clearly the dark background in contrast with the white) the whole resembling hills, valleys and snow-capped peaks to such a degree that, had we not been out on the frozen sea for 150 miles, we would have staked our lives upon its reality. Our judgment then as now, is that this was a mirage or loom of the sea ice.
MacMillan

La partida se dio la vuelta y fue capaz de llegar a tierra firme, sin tiempo que perder, porque el mar de hielo se resquebrajó al día siguiente.

## El asesinato de Piugaattoq
Después de regresar a tierra, MacMillan envió a Piugaattoq y Green a explorar una ruta hacia el oeste. El tiempo se volvió contra ellos y se vieron obligados a refugiarse en una cueva en la nieve. Uno de los equipos de perros murió en la nieve, y durante una disputa sobre el equipo restante, Green tomó un fusil desde el trineo y disparó a Piugaattoq, causándole la muerte. 
El 4 de mayo Green se reincorporó con MacMillan y le contó lo que había sucedido. A su regreso a Etah, MacMillan informó a los otros miembros europeos de la expedición, pero les pidió guardar silencio, diciendo a los inuit que Piugaattoq había muerto en una tormenta de nieve. Ekblaw dijo más tarde que se trataba de «una de las tragedias más oscuras y más deplorables en los anales de la exploración del Ártico». [«one of the darkest and most deplorable tragedies in the annals of Arctic exploration».] 
Green nunca fue procesado por el asesinato, a pesar de que los inuit sospechaban de que había más cosas en la historia de lo que se dijo, ya que Green había tenido una relación con Aleqasina, la mujer de Piugaattoq, una sorprendente belleza que anteriormente había sido amante de Peary y del que tuvo dos hijos.

## El regreso a casa
La expedición intentó regresar, pero el tiempo se volvió contra ellos y permanecieron abandonados en la región los siguientes cuatro años. 
En diciembre de 1914, MacMillan y Tanquary partieron hacia Etah con la intención de enviar un mensaje al mundo exterior de que un rescate era necesario el verano siguiente. Rápidamente tuvieron problemas con el tiempo y MacMillan se volvió, pero Tanquary continuó y finalmente llegó a Etah a mediados de marzo de 1915. 
La noticia llegó al Museo Americano de Historia Natural y se envió el George H. Cluett, una goleta de tres mástiles, totalmente inadecuada para las aguas del Ártico, capitaneada por George Comer. El buque nunca llegó hasta ellos y terminó atrapado en el hielo y no volvió hasta dos años más tarde.
En 1916, se envió un segundo barco de socorro y se encontró con problemas similares. En ese momento Tanquary, Green y Allen ya habían regresado por su cuenta trineos de perros para volver a los EE. UU. . 
El resto de la expedición fue rescatado en 1917 por el buque Neptune, al mando del capitán Robert Bartlett.

## Consecuencias

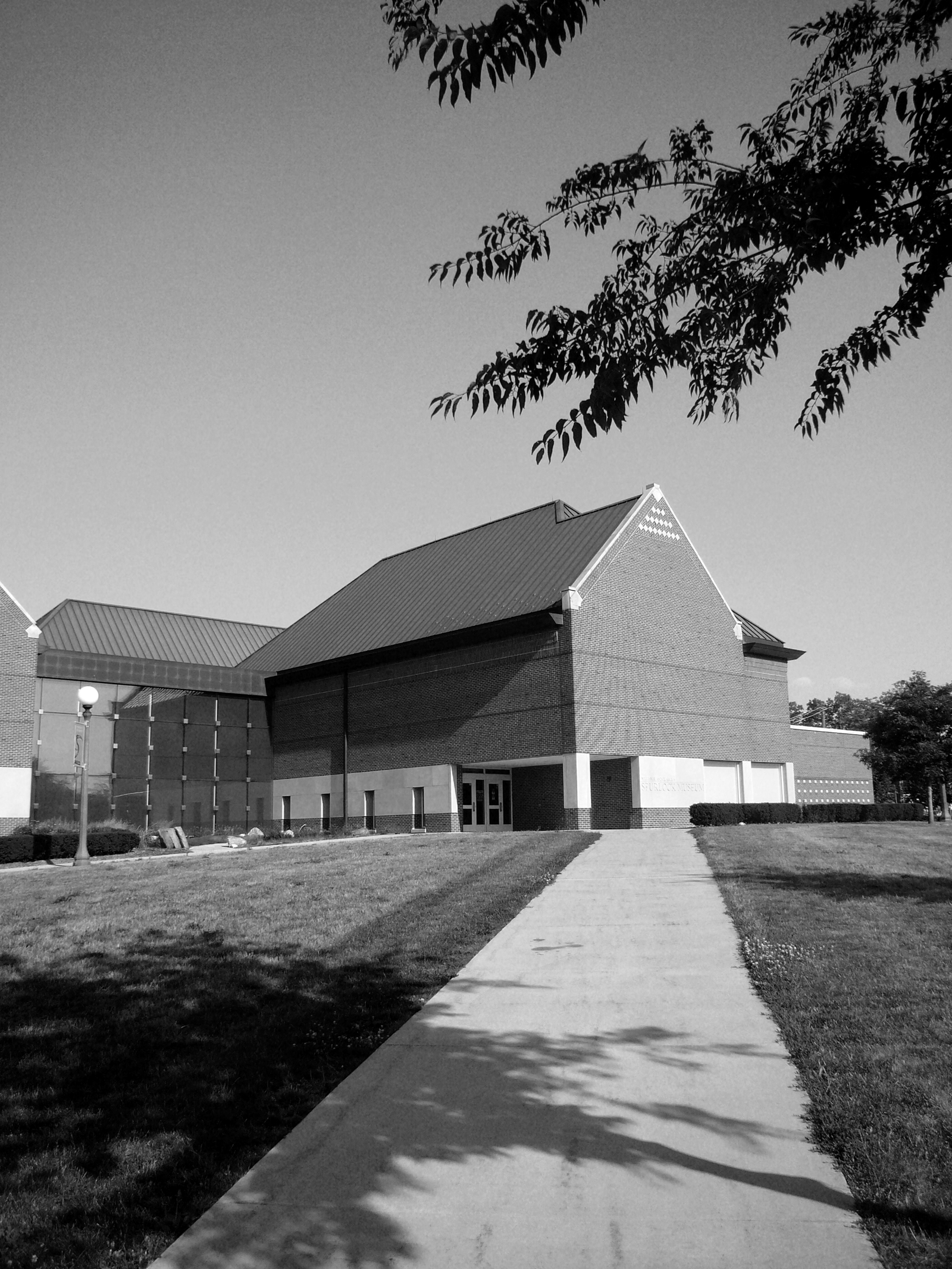
El Museo Spurlock, donde se exponen las fotografías y objetos recogidos por la expedición.

Aunque la expedición fracasó en su intento de cartografiar la inexistente Tierra de Crocker, se hicieron muchas investigaciones importantes. Un número considerable de fotografías y objetos fueron recogidos, documentando la vida de los pueblos indígenas y los hábitats naturales de la región. 
Cientos de fotos de la expedición y más de 200 artefactos se exponen en el Museo Spurlock de la Universidad de Illinois.